# Transporte fluvial
El transporte fluvial es un modo de transporte, cuyo objetivo persigue el traslado de productos o pasajeros de unos lugares a otros a través de hidrovías. El mismo es practicado en ríos y canales fluviales que cuentan con una profundidad adecuada para la ejecución. El transporte fluvial es una importante vía de comercio entre otros interior, por lo que, en ríos con las infraestructuras suficientes son muy importantes.
Esta modalidad apareció en el Neolítico, una de las etapas de la prehistoria, y ya, en aquella época, se utilizaba para el intercambio de productos (para su transporte). En la actualidad sigue siendo una importante vía comercial como por ejemplo en los ríos Misisipi y el Amazonas. Aunque hace unas décadas el transporte fluvial pasó por un cierto declive, en la actualidad se está intentando habilitar antiguos ríos que fueron importantes en su época, para hacerlos navegables. Existen varios tipos de barcos dependiendo del producto que lleven o si se dedican al transporte de pasajeros.

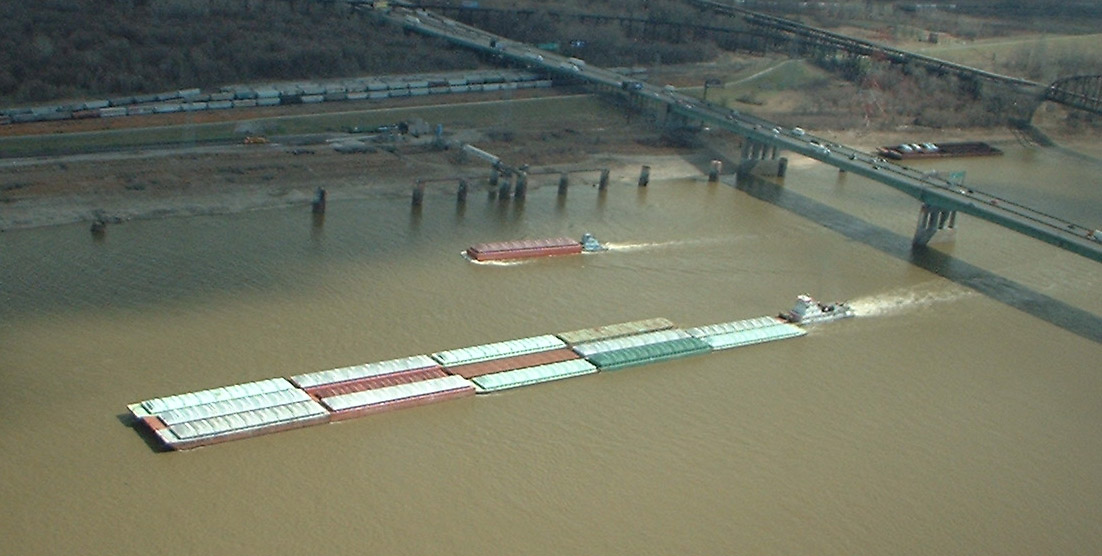
Convoy de barcazas en el río Misisipi (Estados Unidos).

## Aguas interiores
Son los ríos, lagos y canales. Generalmente, para esta navegación se emplean barcos pequeños y ligeros, aunque en algunos casos los barcos oceánicos de gran tamaño también navegan por aguas interiores. El uso de contenedores y de buques portagabarras y portabarcazas ha facilitado la transferencia de carga entre los buques oceánicos y los de aguas interiores.

## Tipos de navegación
El sector naviero es en la actualidad una actividad privada de servicios, de naturaleza muy competitiva que se divide en varias categorías: servicios regulares, servicios sin trayecto fijo, servicios industriales y petroleros.

### Servicios de línea regular
Se llevan a cabo de acuerdo a un programa regular y con rutas fijas. Los cargamentos se aceptan bajo un contrato denominado conocimiento de embarque, que el armador del barco le emite al cargador. La competencia en este tipo de servicios se regula mediante acuerdos entre las compañías navieras que establecen las condiciones de los servicios y determinan las tarifas de pasajeros o carga.

### Barcos sin trayecto fijo
Estos barcos, denominados también de servicio general, no mantienen rutas ni servicios regulares. Generalmente transportan para un único cargador un lote que ocupa todo el barco. La carga suele consistir en materias primas a granel, como cereales, minerales o carbón, para las que se necesita un transporte poco costoso.
Los barcos sin trayecto fijo suelen clasificarse por su uso más que por su diseño. Normalmente operan con un contrato de flete, es decir, un contrato por el uso del barco..

### Petroleros
Todos efectúan servicios de transporte privados o por contrato. En la década de 1970, aproximadamente el 34% de la flota mundial de petroleros era propiedad de compañías de este sector; el resto pertenecía a armadores independientes cuyos barcos eran fletados por dichas compañías. Los productos refinados como la gasolina, la parafina o los aceites lubricantes se distribuyen mediante buques cisterna.

## Tipos de barco
Los barcos mercantes se dividen en barcos de pasajeros, cargueros y buques cisterna. Los barcos más grandes y elegantes eran los famosos transatlánticos que, a mediados del siglo XIX, cruzaban regularmente el Atlántico Norte para comunicar América y Europa. Los actuales buques de pasajeros se dedican fundamentalmente a viajes de recreo.

### Cargueros
Los cargueros transportan productos envasados y otros como cereales, minerales y líquidos como látex o aceites comestibles. En algunos cargueros se admite un pequeño número de pasajeros. Para transportar determinados tipos de carga, como vehículos de motor, se diseñan y construyen barcos especializados.

### Barcos de contenedores
Los barcos de contenedores provocaron un cambio tecnológico en el manejo de la carga y vincularon la industria del transporte ferroviario y por carretera con la navegación oceánica. Estos barcos altamente especializados pueden descargar y cargar en un solo día, frente a los 10 días necesarios para un barco convencional de una evolución de estos.

### Buques cisterna
Los buques cisterna están diseñados específicamente para transportar cargas líquidas, generalmente petróleo. Otros buques cisterna especializados transportan gas natural licuado, productos químicos líquidos, vino, melaza o productos refrigerados.